# Kurlandia
Kurlandia (łot. Kurzeme – ziemia Kurów, niem. Kurland) – kraina historyczna w zachodniej części Łotwy na półwyspie nad Bałtykiem. Nazwa pochodzi od łotewskiego plemienia Kurów (Kuronów). W szerszym kontekście nazwa używana na określenie Księstwa Kurlandii i Semigalii.
Graniczy z Semigalią na wschodzie i Żmudzią na południu.

## Historia
Państwo zakonu kawalerów mieczowych
     Biskupstwo kurlandzkie

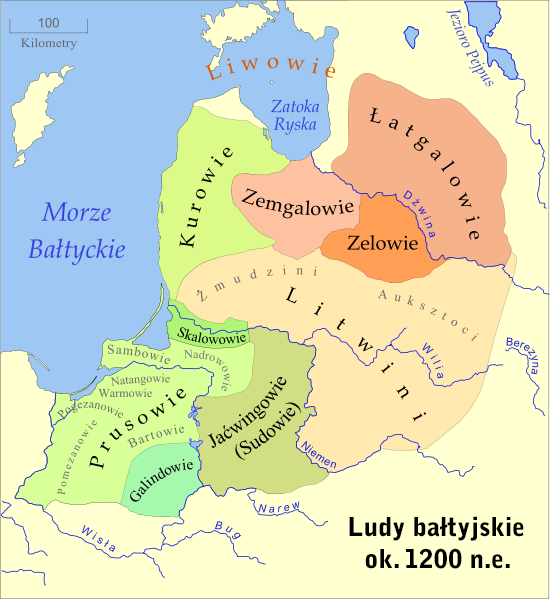
Rozmieszczenie ludów bałtyjskich ok. 1200 roku

Państwo zakonu kawalerów mieczowych
Biskupstwo kurlandzkie

Początkowo zamieszkiwana w większości przez ugrofińskich Liwów i przez mówiące językiem kurońskim bałtyckie plemię Kurów, którzy trudnili się na wielką skalę piractwem i handlem bałtyckim.
W 1230, w celu uniknięcia rozlewu krwi, ich władca, Lammekinus, przyjął chrzest i zwierzchnictwo papieża. W 1260 Żmudzini odnieśli tu zwycięstwo nad krzyżakami w bitwie pod Durben.
Ostatecznie w 1269 r. podbita przez niemiecki zakon kawalerów mieczowych, w większości stanowiła część jego państwa. Po sekularyzacji zakonu w XVI wieku główna składowa feudalnego Księstwa Kurlandii i Semigalii, będącego lennem unii polsko-litewskiej (od 1561). Natomiast powiat piltyński, powstały po sekularyzacji domeny biskupa kurlandzkiego, w 1585 r. uzyskał status autonomicznej części I Rzeczypospolitej.

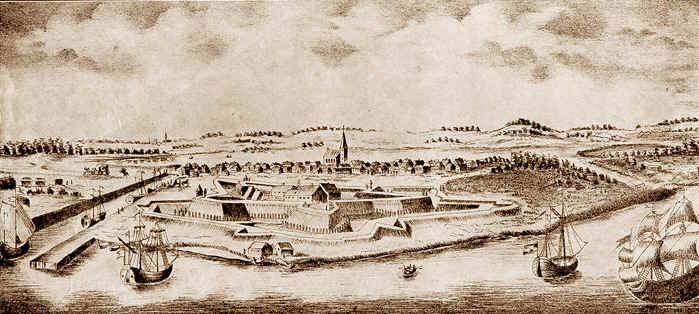
Prawa miejskie Lipawy, obecnie największego miasta Kurlandii, zatwierdził w 1626 król Polski Zygmunt III Waza

W 1794 wybuchło powstanie kurlandzkie, będące częścią insurekcji kościuszkowskiej.
Po III rozbiorze Polski obszar ten został włączony w 1795 r. do Rosji, jednak miejscowa szlachta uzyskała pewną autonomię w ramach Imperium Rosyjskiego. Administracyjnie region przynależał do guberni kurlandzkiej.
W Lipawie w Kurlandii dorastał Gabriel Narutowicz, pierwszy prezydent Rzeczypospolitej Polskiej. Ukończył gimnazjum w Lipawie, w którym naukę pobierało wielu Polaków z pokolenia współtworzącego II Rzeczpospolitą. Absolwentami byli m.in. politycy i urzędnicy (Jan Piłsudski, Stefan Przezdziecki, Seweryn Ludkiewicz, Zdzisław Ludkiewicz, Kazimierz Okulicz), wykładowcy akademiccy (Jan Czekanowski, Maria Znamierowska-Prüfferowa), inżynierowie (Władysław Micewicz, Adam Ludkiewicz), lekarze (Władysław Nawaduński) i duchowni (Henryk Cichowski).
W czasie I wojny światowej Kurlandię okupowały Niemcy. Po 1918 część Łotwy. W 1935 Kurlandia, zamieszkiwana przez 292 659 osób, była najsłabiej zaludnionym regionem Łotwy.
Pod koniec II wojny światowej w ogromnym kotle znalazły się tu niedobitki wojsk niemieckich (Grupa Armii Kurlandia) oraz setki tysięcy uciekających przed ponowną okupacją sowiecką łotewskich cywili. Główny opór Armii Czerwonej stawiali łotewscy ochotnicy tworzący tzw. Lettland Legion (Legion Łotewski SS), utworzony w ramach Waffen-SS.
W Lipawie i Windawie mieszczą się oddziały Związku Polaków na Łotwie.

## Miasta

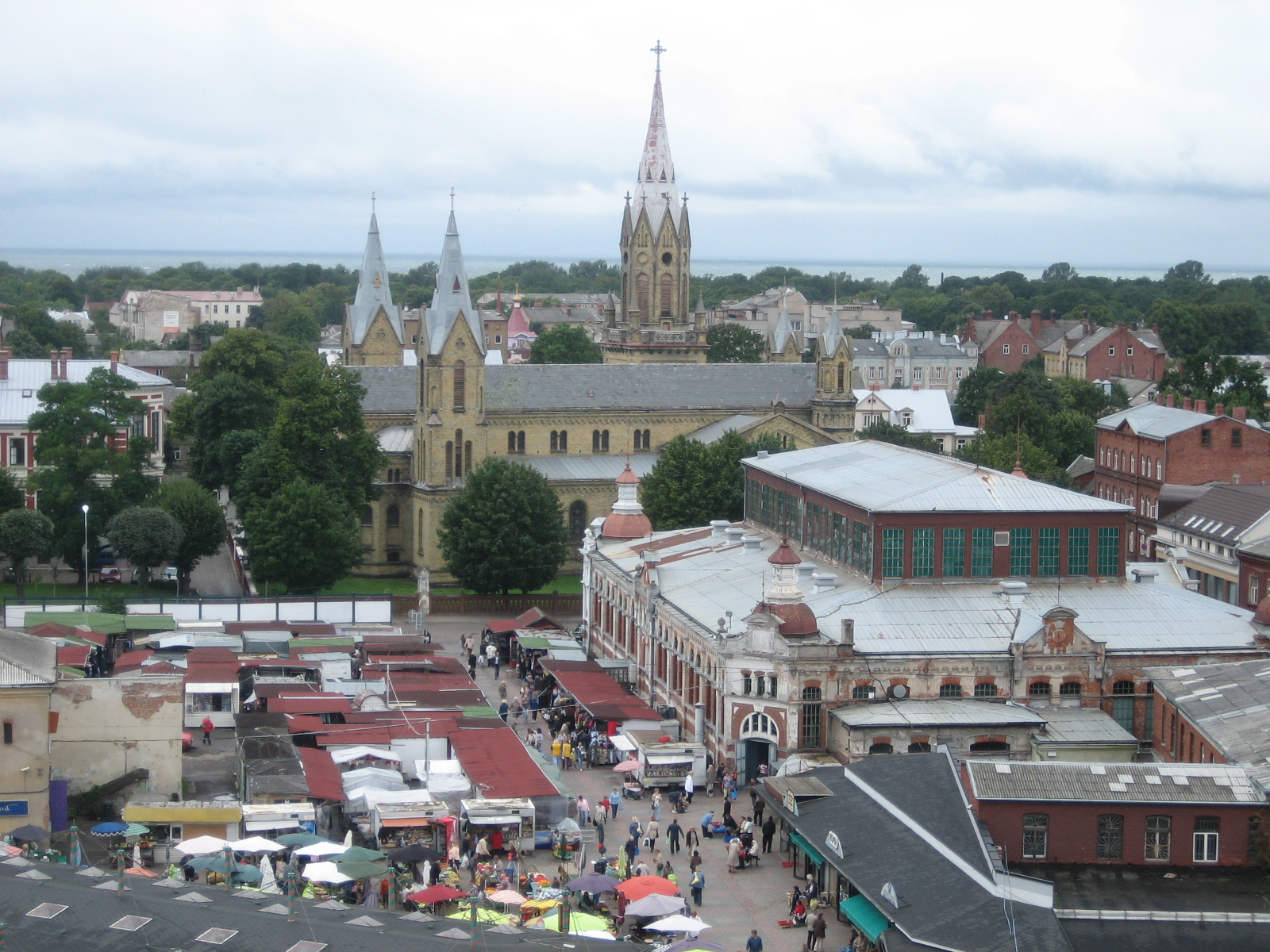
Lipawa

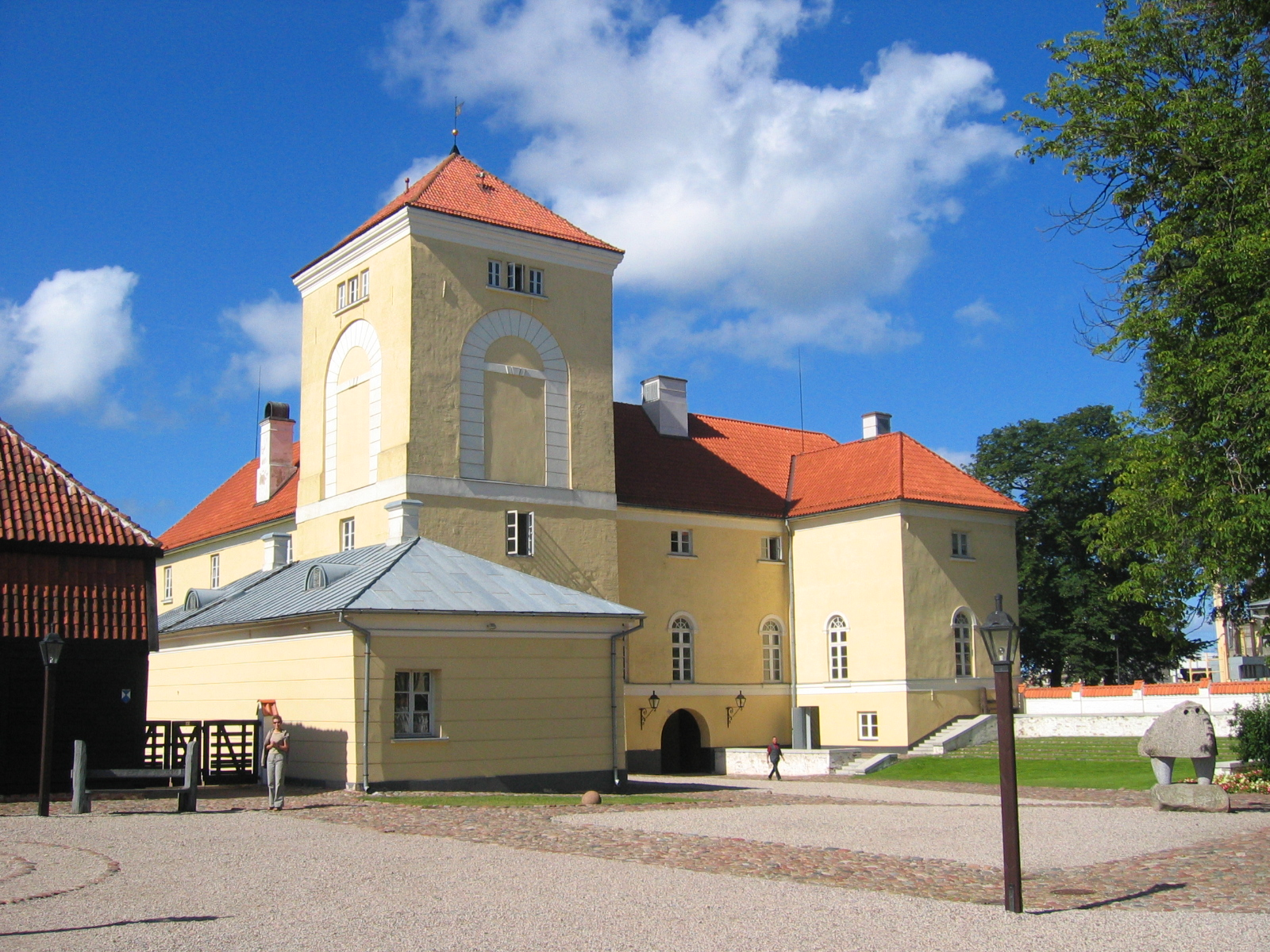
Windawa

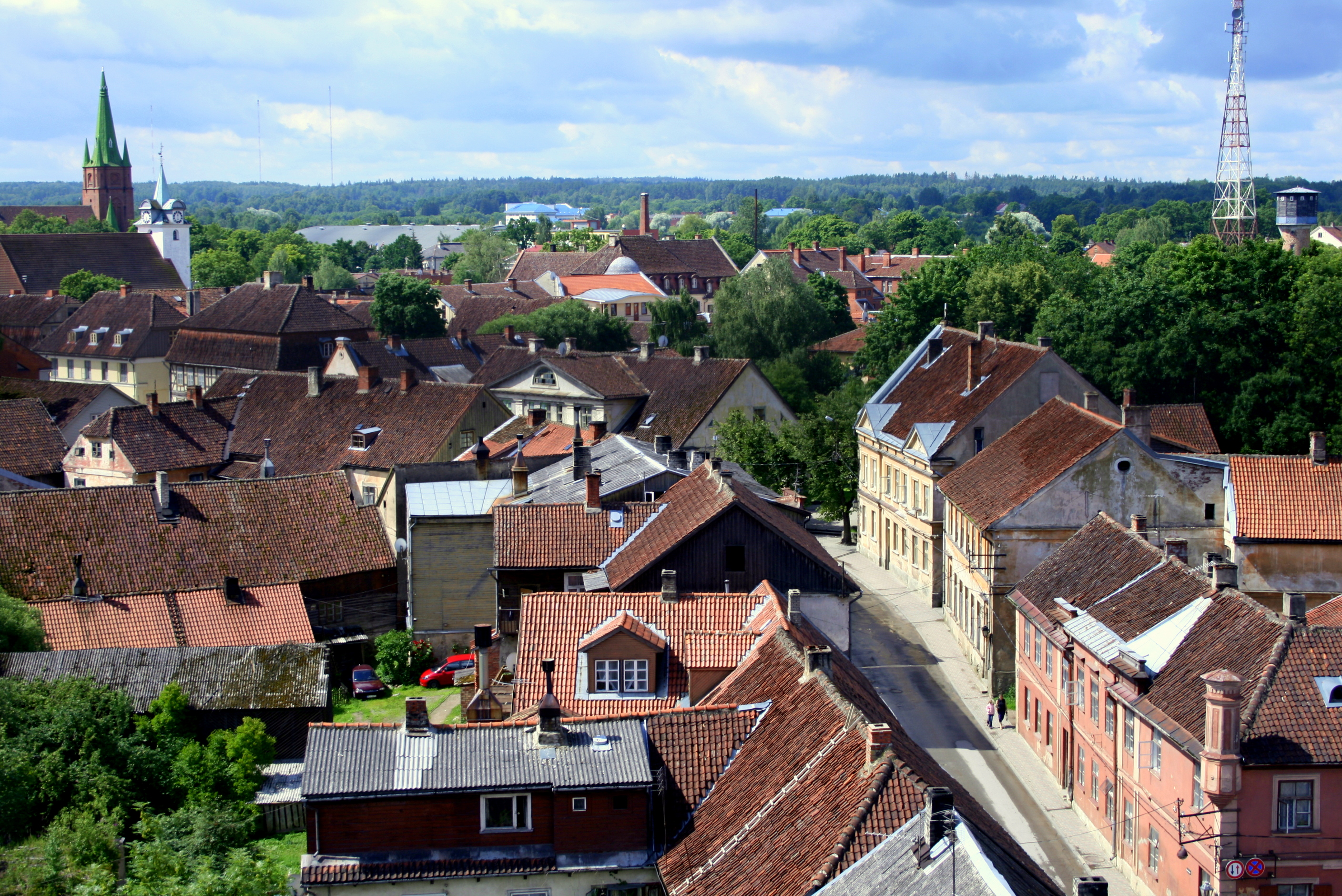
Kuldyga

|     | miasto       | populacja (2018) | gmina             |
| --- | ------------ | ---------------- | ----------------- |
| 1.  | Lipawa       | 76 988           | miasto wydzielone |
| 2.  | Windawa      | 38 562           | miasto wydzielone |
| 3.  | Kuldyga      | 11 275           | Gmina Kuldyga     |
| 4.  | Saldus       | 10 869           | Gmina Saldus      |
| 5.  | Talsi        | 10 070           | Gmina Talsi       |
| 6.  | Aizpute      | 4443             | Gmina Aizpute     |
| 7.  | Grobiņa      | 3861             | Gmina Grobiņa     |
| 8.  | Kandava      | 3831             | Gmina Kandava     |
| 9.  | Brocēni      | 3117             | Gmina Brocēni     |
| 10. | Skrunda      | 2118             | Gmina Skrunda     |
| 11. | Priekule     | 2091             | Gmina Priekule    |
| 12. | Stende       | 1743             | Gmina Talsi       |
| 13. | Sabile       | 1552             | Gmina Talsi       |
| 14. | Valdemārpils | 1343             | Gmina Talsi       |
| 15. | Pāvilosta    | 980              | Gmina Pāvilosta   |
| 16. | Piltyń       | 904              | Gmina Windawa     |
| 17. | Durbe        | 542              | Gmina Durbe       |

## Galeria

Wybrane zabytki z czasów I Rzeczypospolitej
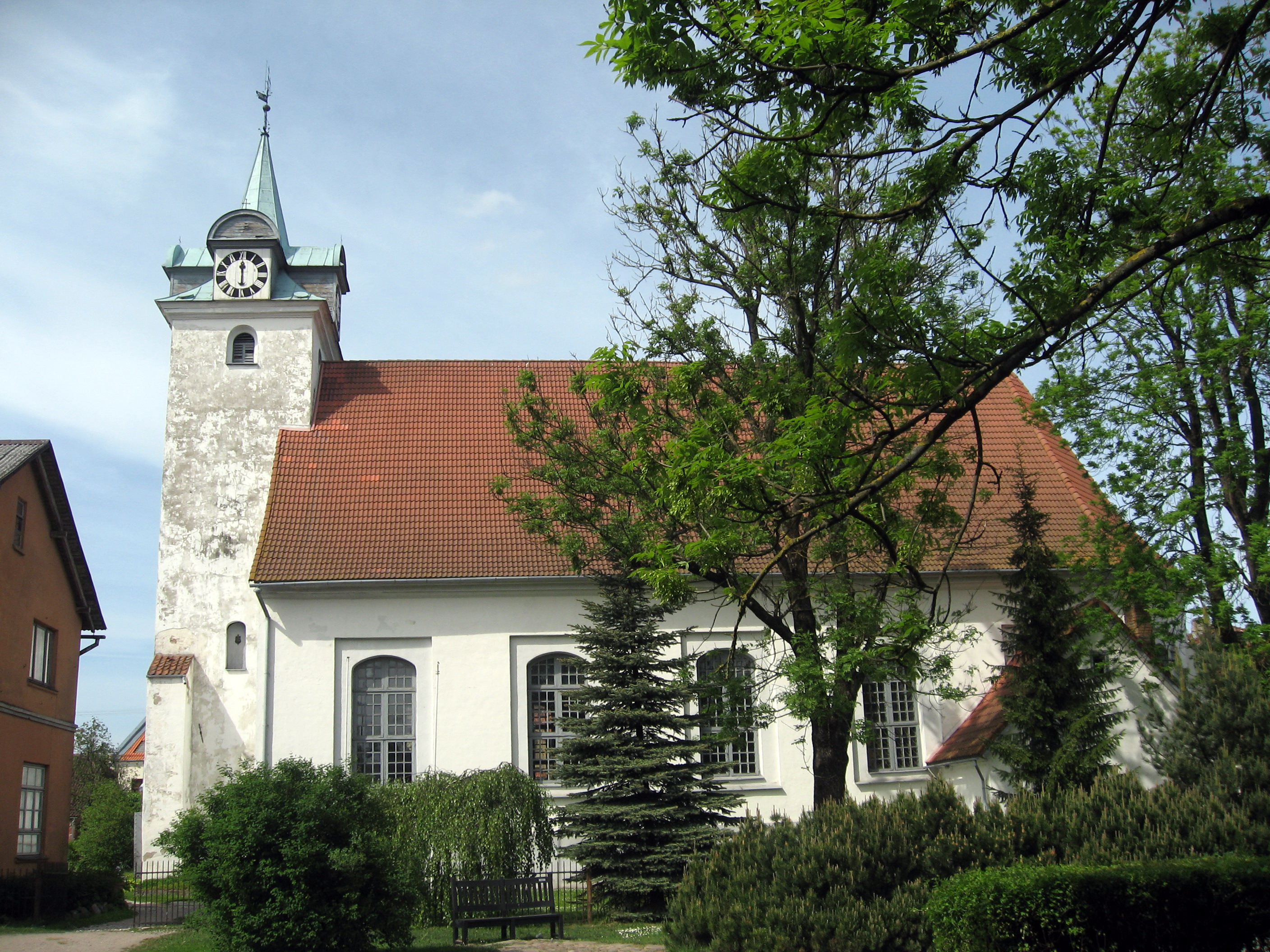
Kościół Trójcy Świętej w Kuldydze
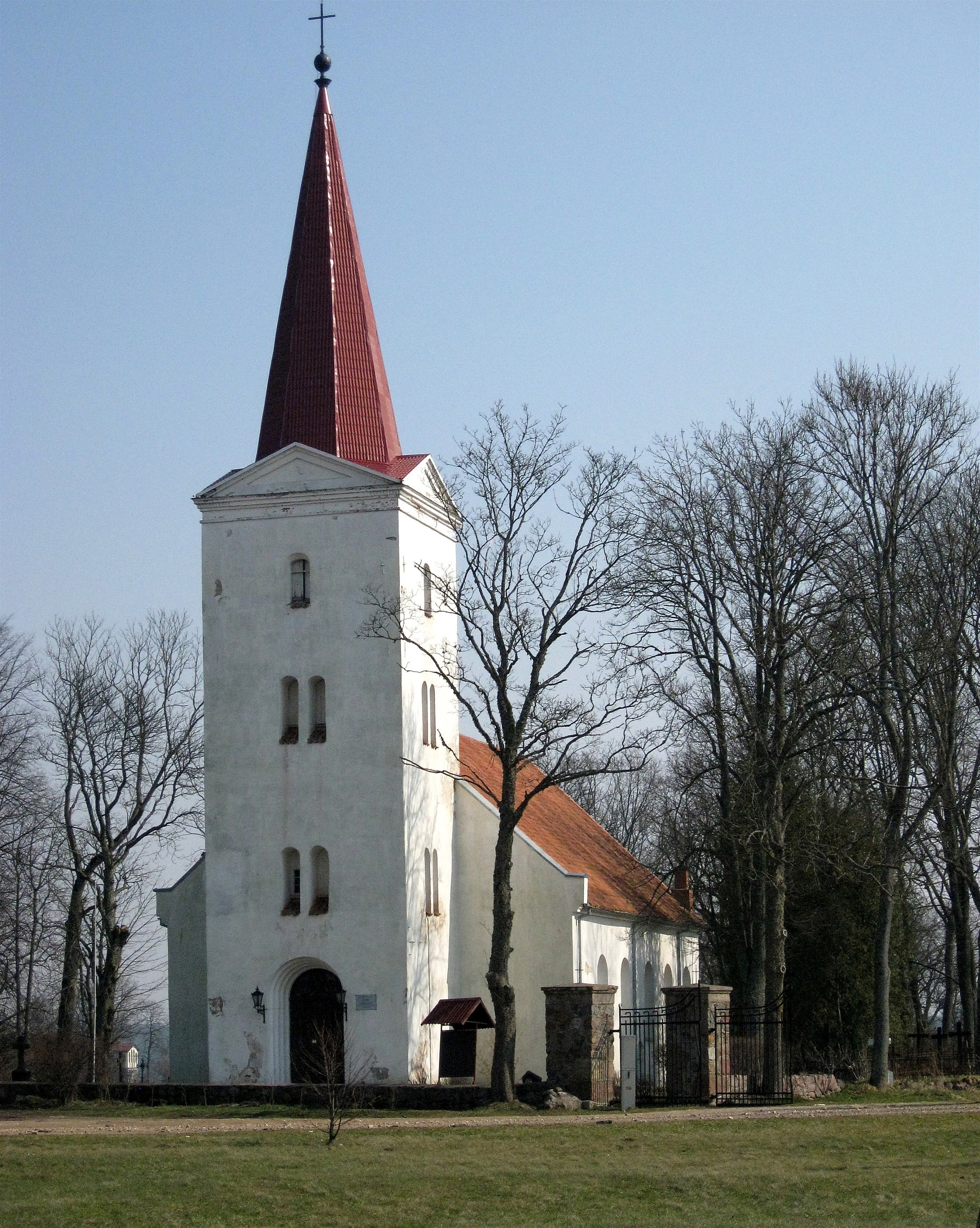
Kościół luterański w Kandawie
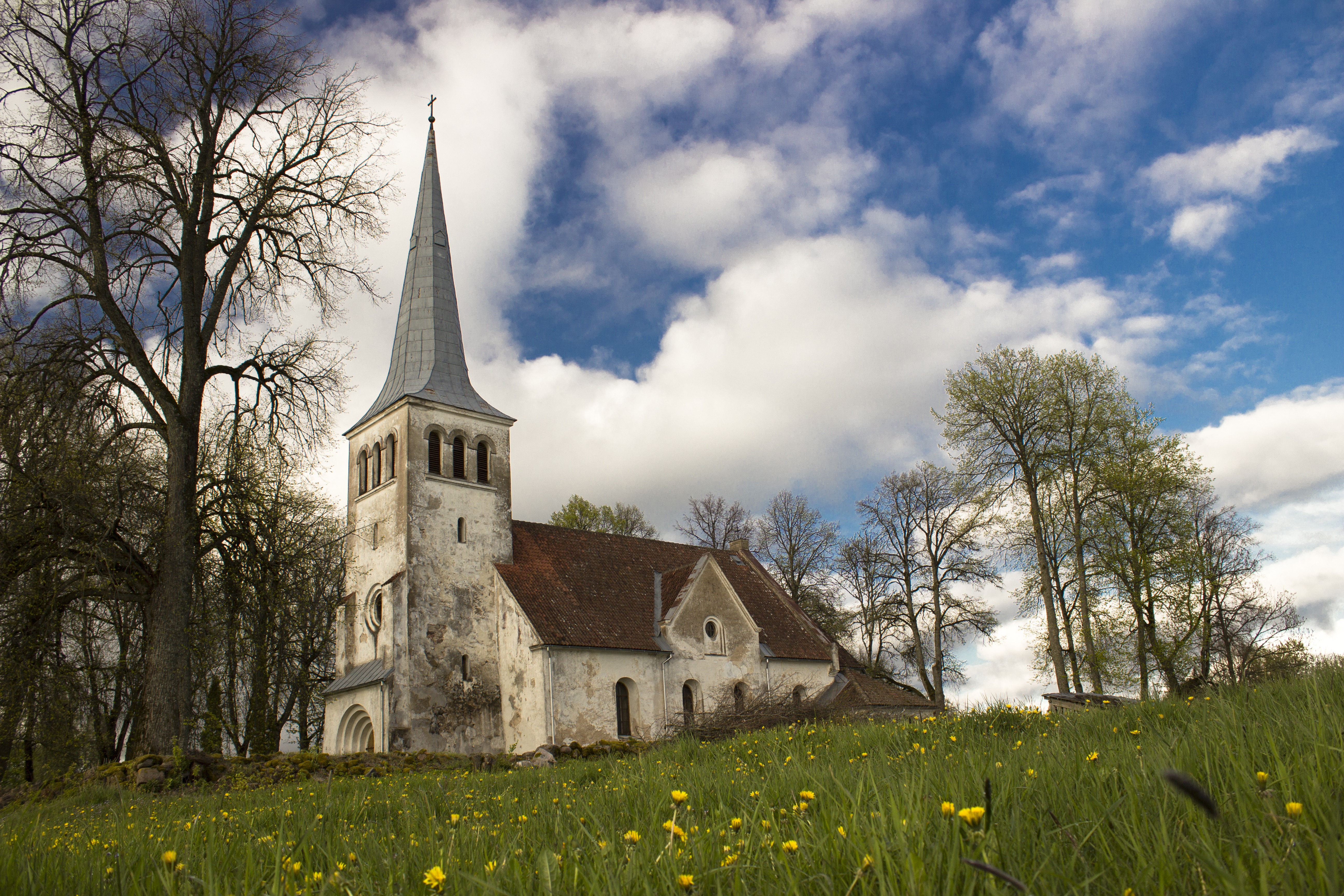
Kościół w Kabile
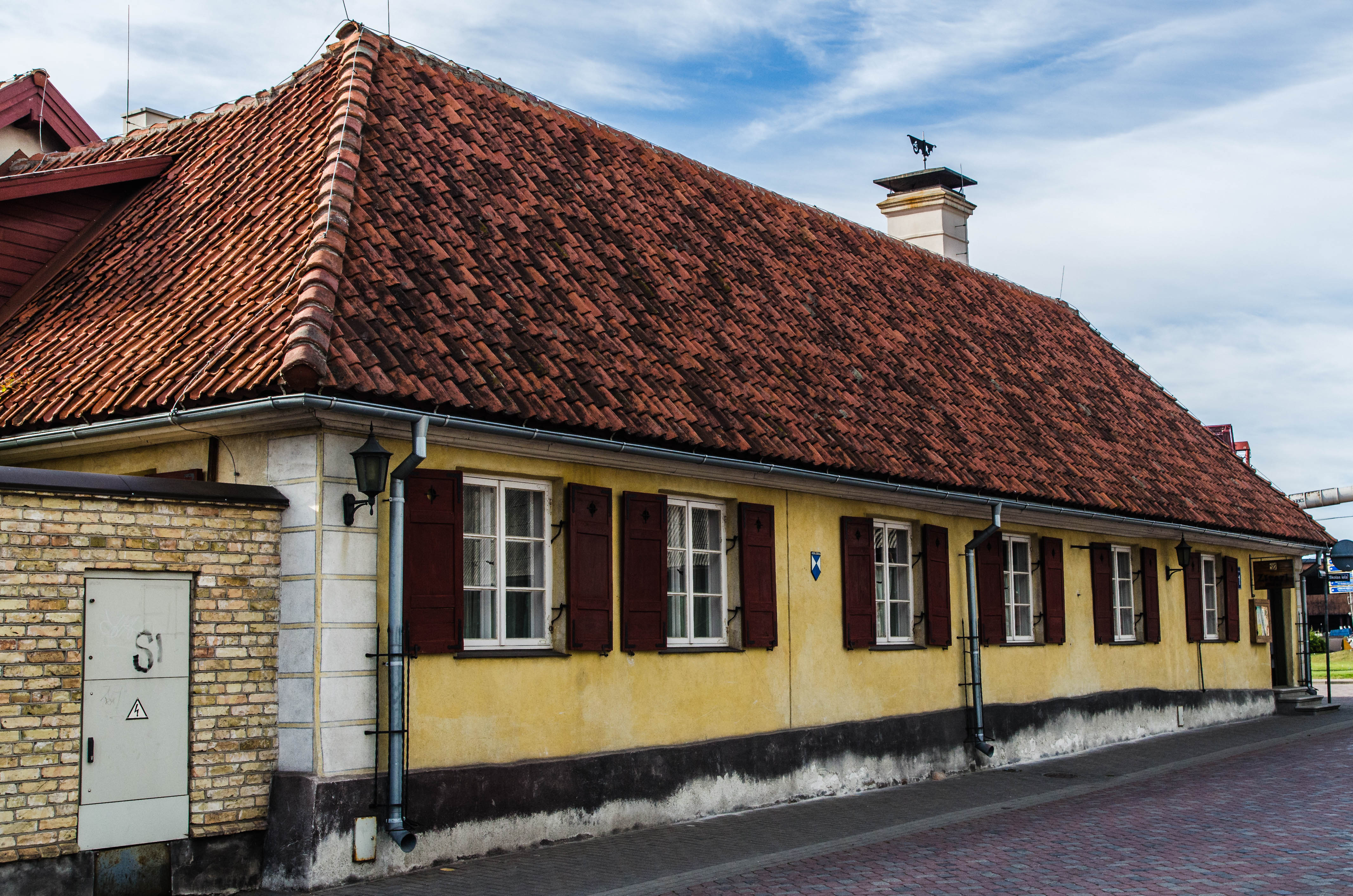
Dom w Windawie
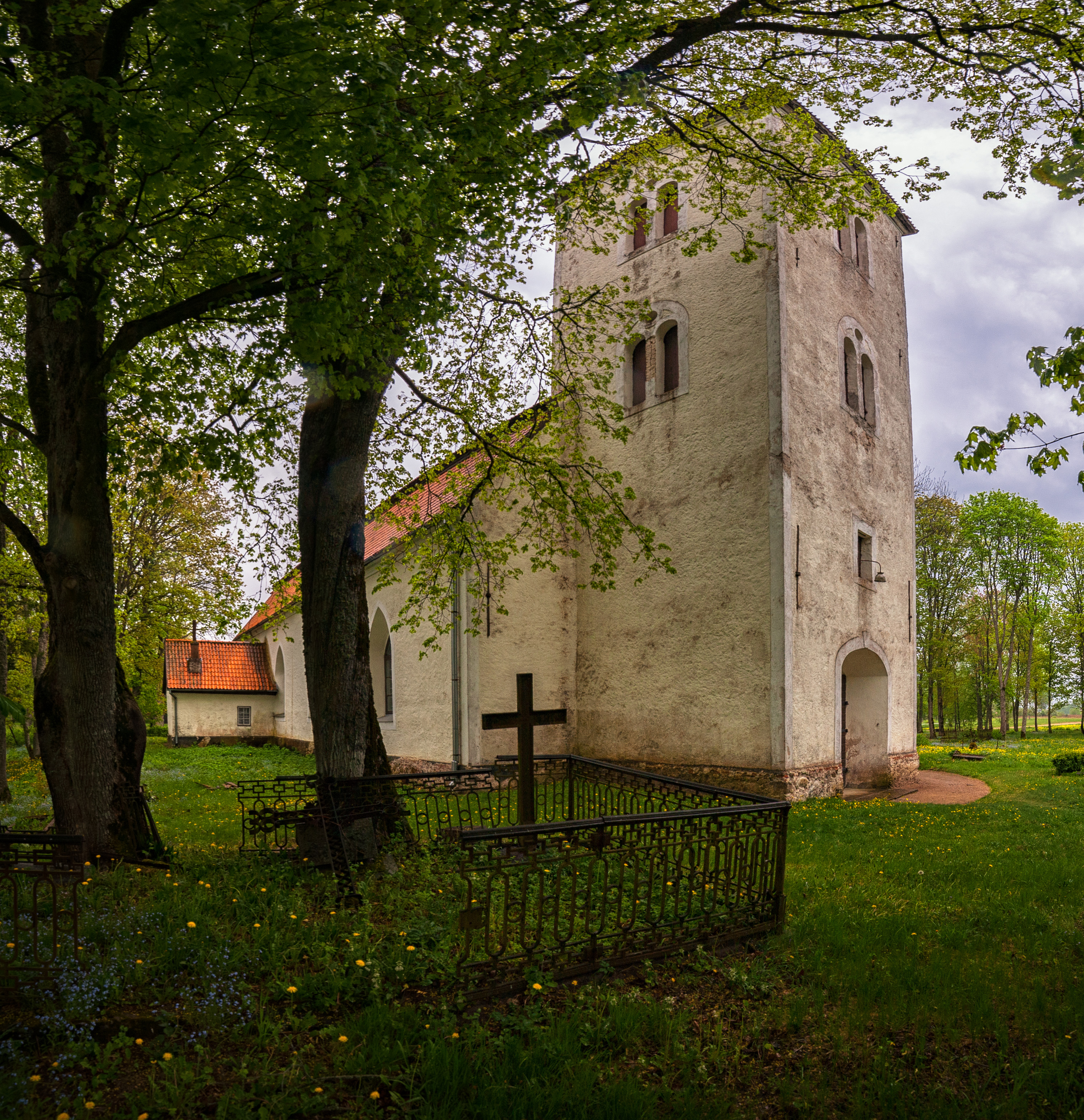
Kościół w Piltyniu
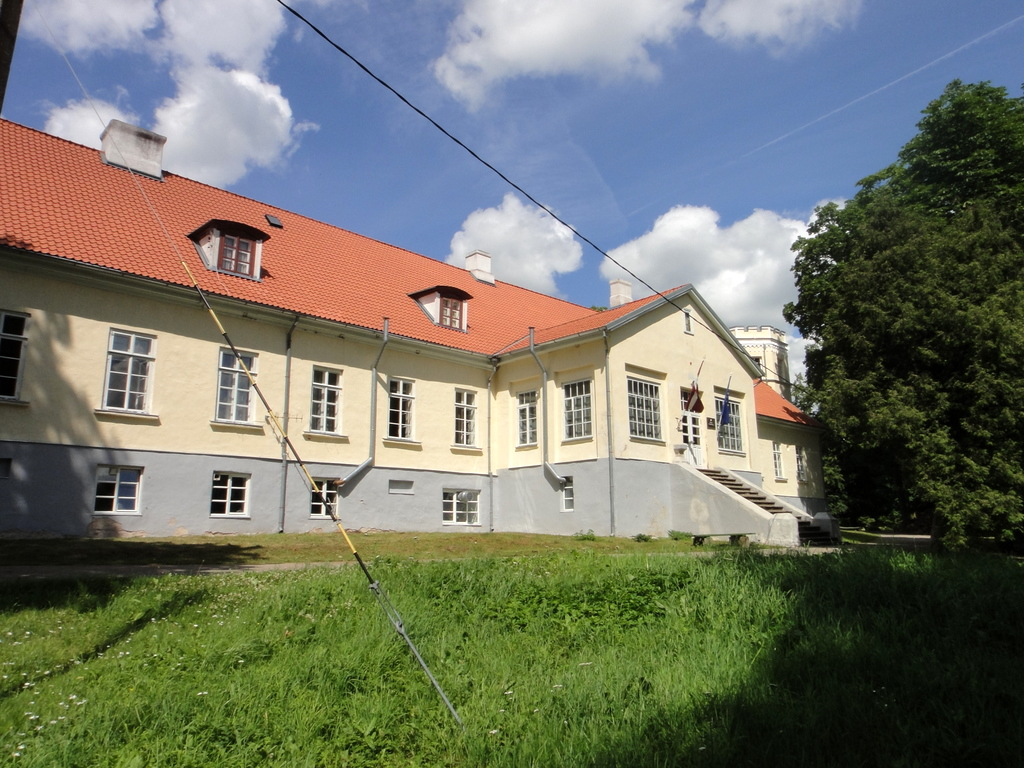
Dwór w Apriķi
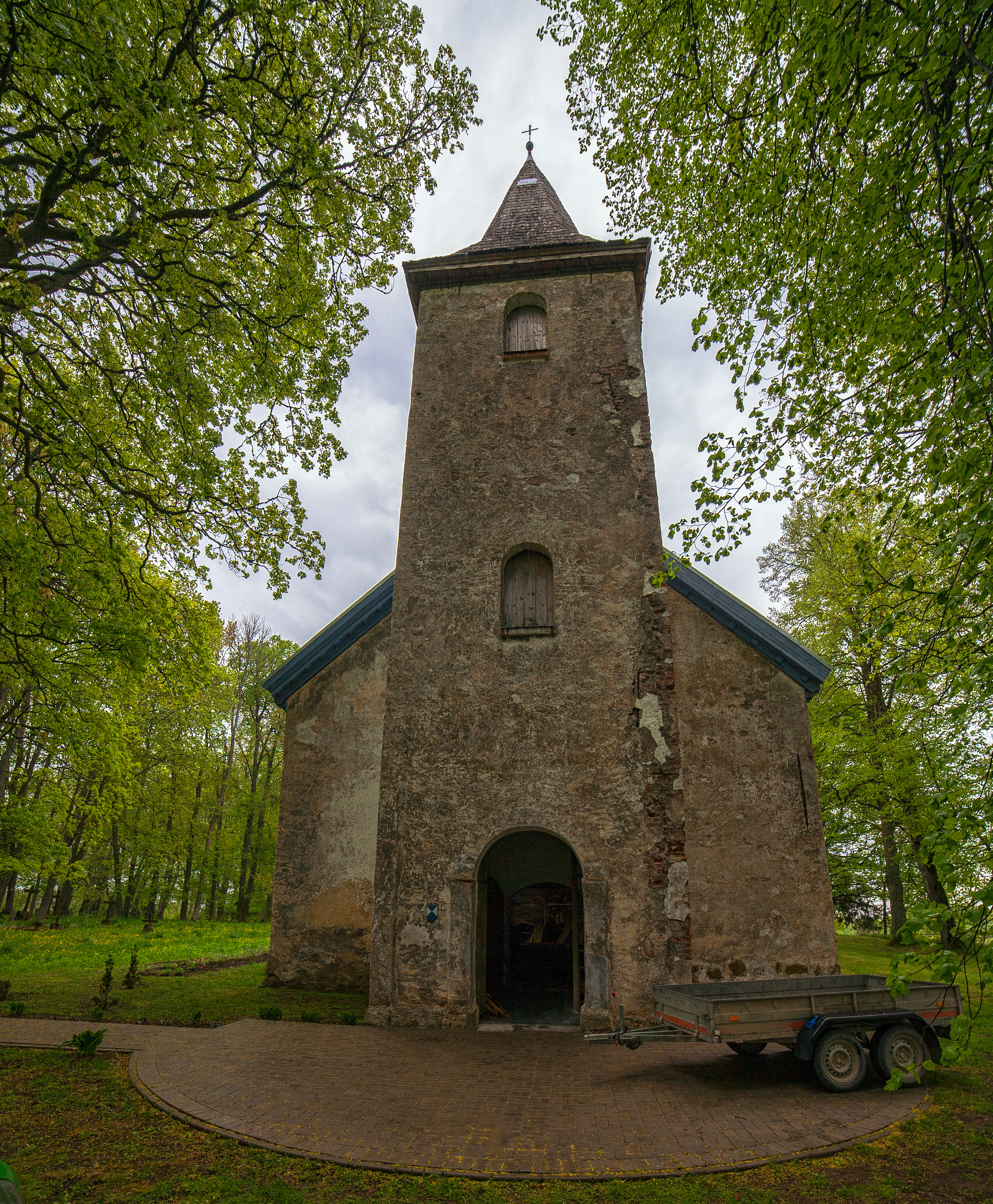
Kościół w Landze